# Ola Ericson
Ola Ericson (né le 22 février 1920 à Motala et mort le 26 décembre 2011 à Vaxholm) est un auteur de bande dessinée et illustrateur jeunesse suédois.

## Distinction
- 1982 : Bourse 91:an